# Giovanna Pala
Giovanna Pala (Vergato, 15 luglio 1932) è un'attrice italiana.

## Biografia
Giovane modella con tratti fisici da maggiorata, ottenne il secondo posto nel concorso di Miss Europa del 1950.
Giovanna Pala debuttò nel mondo del cinema negli anni cinquanta interpretando personaggi tipici della commedia italiana come quello di Margherita in Mamma mia, che impressione! con Alberto Sordi o quello di Mirella Scaparro, figlia di Totò e Ave Ninchi in Totò e le donne; il suo ultimo film è del 1956 e da quell'anno non prese più parte a nessuna pellicola. Sarebbe stata la prima, nel 1971 a Parigi, a unire le mani a formare l'organo sessuale femminile, ispirandosi alla rivista francese Le torchon brulé.

## Vita privata
Si sposò ed ebbe una figlia, Susanna. Dopo la conclusione della carriera cinematografica, amministrò uno studio di consulenza fiscale per tanti anni. Nel 1977 dichiarò pubblicamente la propria omosessualità e in seguito si è dedicata all'attivismo femminista.

## Filmografia

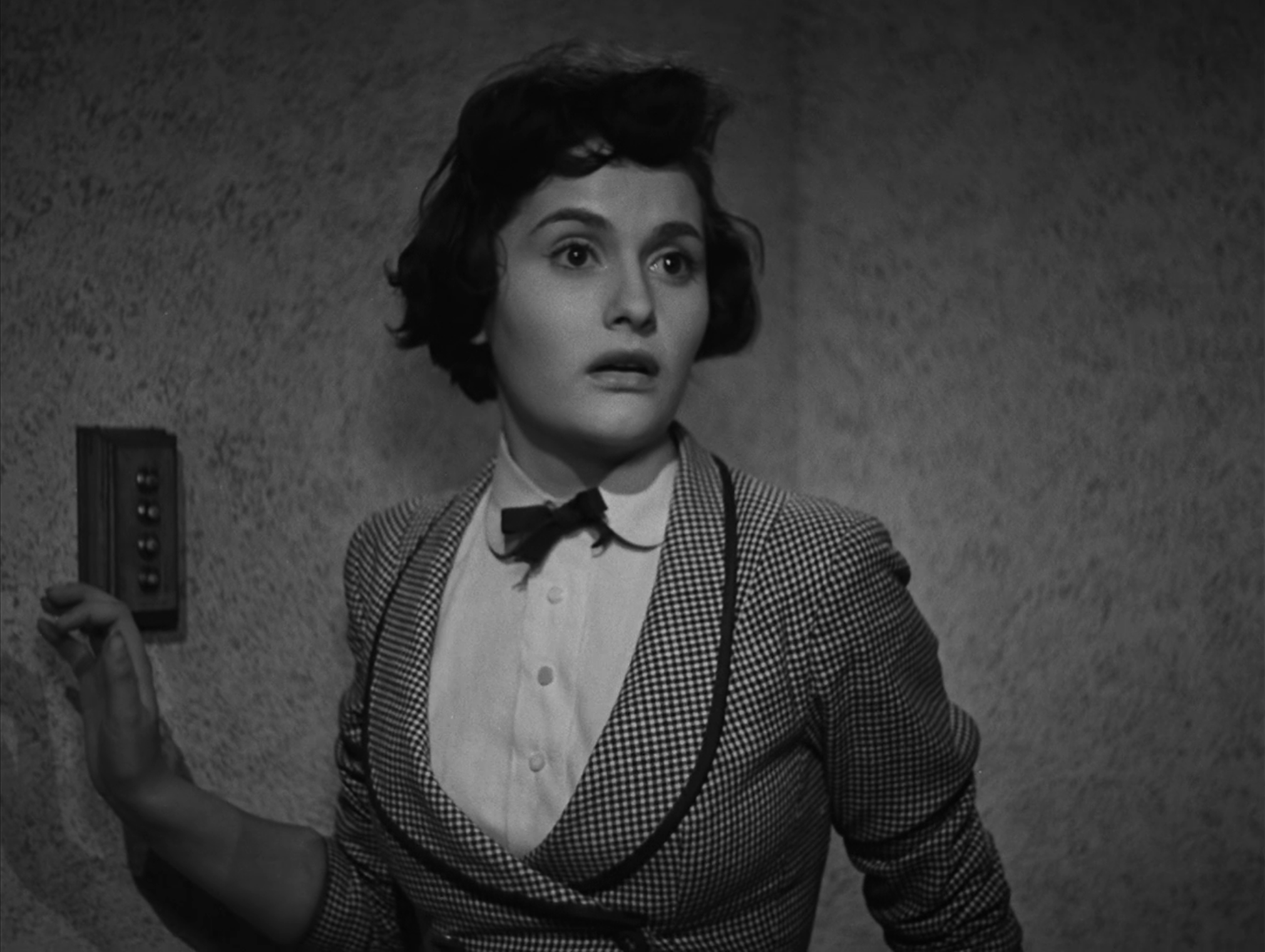
Giovanna Pala in Auguri e figli maschi! (1951)

- Vendetta... sarda, regia di Mario Mattoli (1951)
- Il padrone del vapore, regia di Mario Mattoli (1951)
- Vacanze col gangster, regia di Dino Risi (1951)
- Totò e i re di Roma, regia di Steno e Monicelli (1951)
- Serenata tragica, regia di Giuseppe Guarino (1951)
- Mamma mia, che impressione!, regia di Roberto Savarese (1951)
- Auguri e figli maschi!, regia di Giorgio Simonelli (1951)
- Totò e le donne, regia di Steno e Mario Monicelli (1952)
- Serenata amara, regia di Pino Mercanti (1952)
- Fanciulle di lusso, regia di Bernard Vorhaus (1952)
- Donatella, regia di Mario Monicelli (1956)